# KAI T-50 Golden Eagle
Le T-50 Golden Eagle (골든이글) est à la base dune famille de chasseurs supersoniques et d’avions d’entraînement avancés sud-coréens, conçue, développée et fabriquée par Korea Aerospace Industries (KAI) depuis la fin des années 1990. Le T-50 est le premier aéronef supersonique construit par la république de Corée qui a entrepris un effort de construction d’une aéronautique et d’une industrie de défense nationale. En 2011, KAI met à niveau quatre avions d’entraînement T-50 Golden Eagle pour en faire les prototypes de chasseurs multirôles légers, désignés FA-50.

## Conception
Le programme du T-50 était initialement destiné à développer un avion d'entraînement, capable de vol supersonique, pour former et préparer les pilotes pour le KF-16 et F-15K, et remplacer les T-38 et A-37 alors en service dans la Force aérienne de la république de Corée.[réf. nécessaire]
Le programme originel, nommé KTX-2, a commencé en 1992. Le ministère des Finances et de l'Économie l'a suspendu en 1995 en raison de contraintes financières. La conception de base de l'avion a été fixée en 1999. Le développement de l'avion a été financé à 70% par le gouvernement sud-coréen, à 17% par Korea Aerospace Industries et à 13% par Lockheed Martin.[réf. nécessaire]
L'appareil a été officiellement désigné comme le T-50 Golden Eagle en février 2000, la désignation T-50A a été réservée par l'armée américaine pour l'empêcher d'être affectée par inadvertance à un autre modèle d'avion.[réf. nécessaire]
L'assemblage final du premier T-50 a eu lieu entre le 15 janvier et le 14 septembre 2001, le premier vol en août 2002 et l'évaluation opérationnelle initiale du 28 juillet au 14 août 2003.[réf. nécessaire]

## Engagements
Le premier engagement de la version multirôle légère a lieu en janvier 2017 avec les premières missions d'attaque au sol des FA-50 philippins durant la bataille de Marawi. La force aérienne philippine utilise ensuite ses appareils dans la lutte contre le terrorisme dans le sud-ouest de l'archipel.[réf. nécessaire]

## Versions
Il existe en 9 versions parmi lesquelles :
T-50
Version d'entrainement avancée.
T-50B
Version spécialisée pour la patrouille acrobatique Black Eagles (en) de la Force aérienne de la république de Corée.
T-50I
Version d'entrainement d'exportation pour la Force aérienne de l'armée nationale indonésienne.
TA-50
Version d'entrainement et d'attaque légère.
FA-50
Version multirôle vendue aux Philippines, à l'Irak puis en 2020 à la Pologne . KAI continue son développement au début de la décennie 2020 et la vend à la Malaisie en 2023 :
- Block 10 : compatibilité avec la nacelle de désignation laser Lockheed Martin Sniper.
- Block 20 : amélioration du radar de conduite de tir pour la capacité au-delà de la portée visuelle (BVR), ravitaillement en vol .
- Block 70 : radar à antenne active, compatibilité avec missiles AIM-9X et AIM-120.

## Pays utilisateurs
Corée du Sud

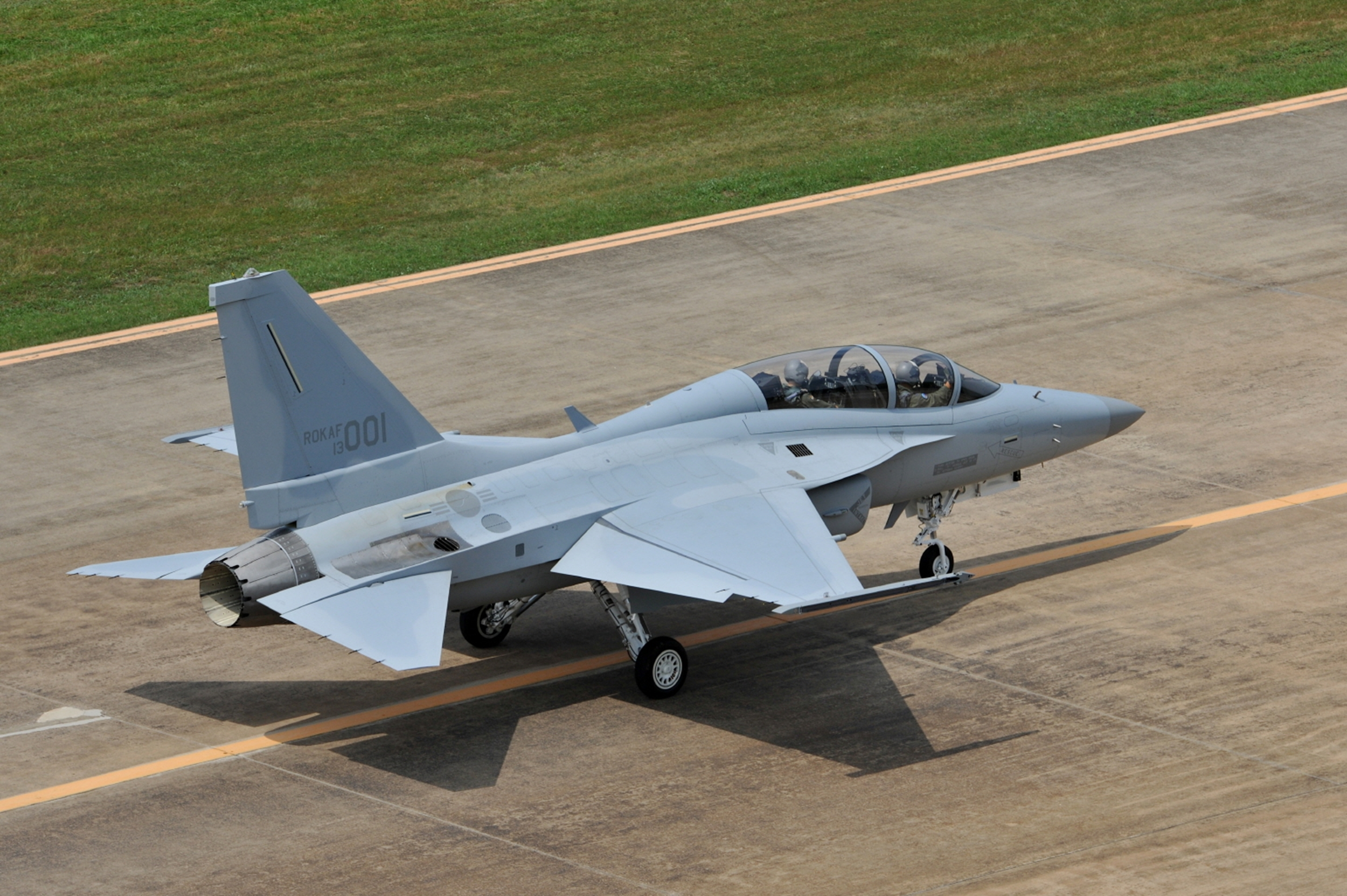
Le premier FA-50 livré à l'armée de l'air coréenne

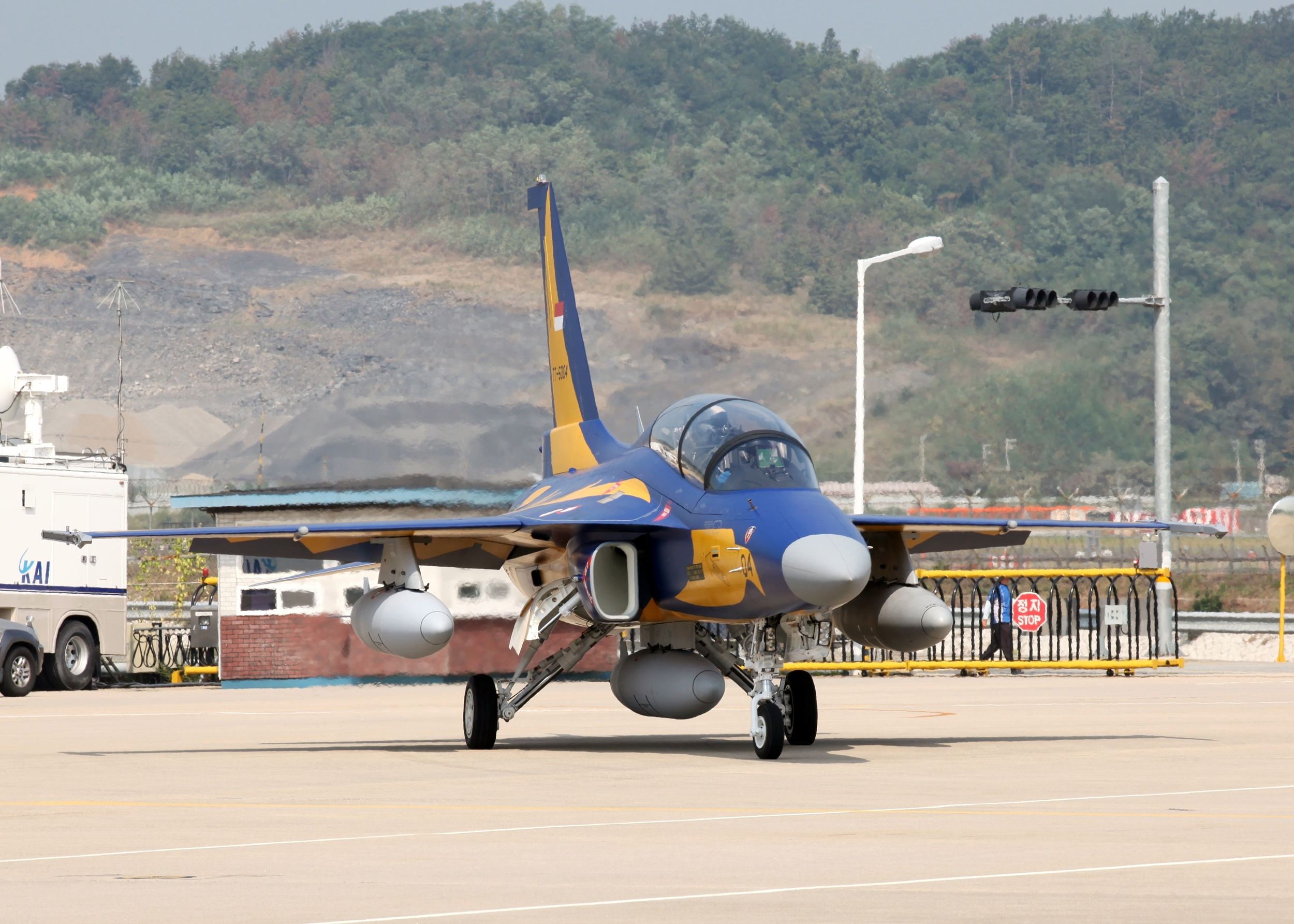
Un T-50I de l'armée de l'air indonésienne

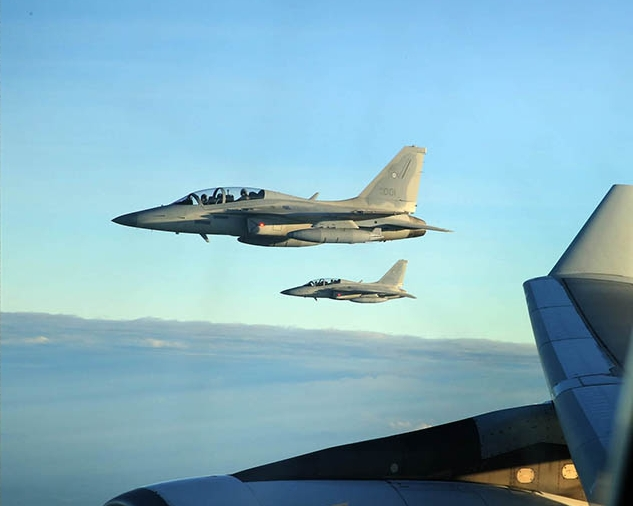
Deux TA-50 Golden Eagle philippins biplaces en février 2016.

- Force aérienne de la République de Corée :  50 T-50, 10 T-50B, 22 FA-50

 Indonésie
- Force aérienne de l'armée nationale indonésienne : 22 appareils. Commande de 16 T-50I[9] en vue de prendre la relève de ses Hawk Mk 53[10],[11]. Les 2 premiers appareils ont été livrés le 11 septembre 2013[12]. 6 avions de plus commandés en 2021[13].

 Irak
- Force aérienne irakienne : 24 appareils. Commande de 24 avions FA-50 en novembre 2013 pour un montant de 2,1 milliards de dollars[14]. Les premiers sont livrés en mars 2017[15].

 Thaïlande
- Force aérienne royale thaïlandaise : 14 appareils. Commande de 4 T-50TH d'entrainement le 17 septembre 2015 pour une livraison d'ici mars 2018[16]. Deuxième commande de 8 passée en 2017 et une troisième de 2 avions en 2021[17].

 Philippines
- Force aérienne philippine : 24 appareils. Première commande de 12 FA-50[18],[19] en vue de prendre la relève des F-5 Freedom Fighter pour un montant d'environ 460 millions de $. Livraison des deux premiers le 28 novembre 2015[20] pour équiper le 5th Fighter Wing[21]. 12 appareils supplémentaires commandés en juin 2025 (block 70).

 Pologne
- Force aérienne de la République polonaise : 48 FA-50GF commandés[22].

## Accidents

### Corée du sud
- Le 15 novembre 2012, le T-50B no 10-055 de la patrouille Sud-Coréenne des Black Eagles s'écrase contre une montagne à Hoengseong. Un mécanicien aurait oublié une sécurité, bloquant une partie des commandes de vol[23].

### Indonésie
- Le 20 décembre 2015, un T-50 de la  Force aérienne de l'armée nationale indonésienne s'écrase à Yogyakarta lors d'un meeting, tuant les deux pilotes[24].
- Le 10 août 2020, un T-50I indonésien sort de la piste durant un exercice d'entrainement, le pilote meurt de ses blessures[25].

### Philippines
- le 4 mars 2025 peu après minuit, un avion de combat FA-50 de la force aérienne philippine s'écrase contre une montagne lors d'une mission de combat à Mindanao alors qu'il devait frapper une position de la Nouvelle Armée populaire[26]. L'épave et les corps des deux pilotes sont retrouvés le lendemain[27].